# Cucullia pseudumbratica
Cucullia pseudumbratica là một loài bướm đêm trong họ Noctuidae.